# Iván Zamorano
Iván Luis Zamorano Zamora (Santiago del Cile, 18 gennaio 1967) è un procuratore sportivo ed ex calciatore cileno, di ruolo attaccante.
Soprannominato El Terible e Bam-Bam, è considerato uno dei più forti calciatori cileni della storia. Occupa la 40ª posizione nella speciale classifica dei migliori calciatori sudamericani del XX secolo pubblicata dall'IFFHS. Nel marzo del 2004, Pelé lo ha anche inserito nella FIFA 100, la lista dei 125 migliori calciatori viventi, redatta in occasione del Centenario della FIFA.
È il quarto miglior marcatore della storia della nazionale cilena con 34 gol, alle spalle di Alexis Sánchez, Eduardo Vargas e Marcelo Salas; inoltre, con la selezione olimpica, è stato il capocannoniere del torneo di calcio ai Giochi di Sydney 2000, segnando 6 reti.

## Biografia
Dopo un fidanzamento con la modella Maria Eugenia Larraín, si è sposato con la stilista Maria Albero, dalla quale ha avuto due figli. È stato il padrino della figlia di Javier Zanetti.
Nel 2007 ha realizzato un centro sportivo nel suo paese, a Santiago del Cile, denominato Ciudad Deportiva Iván Zamorano, con campi da calcio, palestre, piste olimpiche e un centro medico, oltre a un centro studi per discipline sportive.
Nel 1999 ha ricevuto il Premio L'Altropallone per la sua omonima fondazione che ha promosso il gioco del calcio come strumento di educazione per i bambini in Cile

## Caratteristiche tecniche
Era un attaccante combattivo che aveva nel colpo di testa la sua maggiore prerogativa, grazie a una notevole elevazione e a un ottimo tempismo, con cui compensava la non eccelsa statura; lo stesso Zamorano ha dichiarato di aver affinato questa sua specialità sin da bambino, allenandosi a colpire un lampadario nel corridoio di casa. Era solito attirare su di sé i difensori avversari, aprendo spazi per i compagni di reparto.

## Carriera

### Giocatore

#### Club

##### Gli inizi
Iniziò la sua carriera nel Cobresal, club cileno con cui debuttò in massima serie nella stagione 1985. Nel corso della stagione 1986-1987 venne prestato al Trasandino, in seconda serie, e segnò 27 reti in 29 partite. Anche in Copa Chile tenne una media di quasi un gol a partita.

##### San Gallo, Siviglia e Real Madrid

Da destra: un giovane Zamorano e il connazionale Hugo Rubio provinati dal Bologna nell'estate 1988.

Approda in Europa nel 1988, trasferendosi in Svizzera, al San Gallo (con cui vinse la classifica cannonieri nell'annata 1989-1990 con 23 centri); in precedenza aveva effettuato un provino per il Bologna con il connazionale Hugo Rubio, ma venne scartato in favore dell'allora più celebre compagno. Dopo il biennio al San Gallo si trasferì in Spagna, dapprima al Siviglia e poi al Real Madrid, con cui fu capocannoniere del campionato, oltre che calciatore straniero dell'anno. Nel 1995 fu candidato al Pallone d'oro, classificandosi 27º.
A dispetto dell'ottimo rendimento sotto rete, Zamorano non fu ritenuto tecnicamente all'altezza di compagni di reparto come Michael Laudrup e Raúl, cosa che al termine della stagione 1995-1996 determinò la fine della sua esperienza spagnola.

##### Inter
Nell'estate 1996 passò all'Inter per 4 miliardi di lire. Coi nerazzurri, Zamorano disputò due finali consecutive di Coppa UEFA, andando a segno in entrambe le occasioni: nel 1997 realizzò, contro lo Schalke 04, la rete dell'1-0 nella gara di ritorno, ribaltando la sconfitta dell'andata (l'Inter si arrese poi ai tiri di rigore, a seguito degli errori dello stesso Zamorano e di Aron Winter); nel 1998 segnò il primo dei tre gol con cui i meneghini sconfissero la Lazio al Parco dei Principi e servì a Javier Zanetti l'assist per la seconda rete, aggiudicandosi il trofeo.

Zamorano in azione per l'Inter nel campionato 1996-1997.

Rimase all'Inter per cinque stagioni, realizzando 41 gol in 149 partite complessive e ottenendo la candidatura al Pallone d'oro 1998. Durante la sua permanenza nel club milanese, la sua media realizzativa subì un netto calo rispetto alle annate precedenti, ma, nonostante ciò, Zamorano si fece apprezzare per grinta e spirito di sacrificio, rivelandosi un valido partner d'attacco per Ronaldo e Roberto Baggio.
Alla militanza nell'Inter risale un particolare aneddoto legato alla sua divisa da gioco: a partire dalla stagione 1998-1999, il numero indossato da Zamorano nelle due annate precedenti, il 9, fu assegnato a Ronaldo; per ovviare a ciò, il cileno fece aggiungere un "+" tra le cifre del suo nuovo numero, il 18, simulando un'addizione che desse come risultato 9.

##### América e Colo-Colo
Nel 2001 lasciò l'Inter per giocare in Messico con l'América. Chiuse la carriera nel 2003, dopo aver disputato una stagione nel Colo-Colo.

#### Nazionale
Con la nazionale cilena ha partecipato a due edizioni della Copa América (secondo classificato ad Argentina 1987, terzo a Cile 1991), al campionato del mondo 1998 (eliminato dal Brasile agli ottavi di finale) e ai Giochi olimpici di Sydney 2000 (in cui vinse la medaglia di bronzo). Ha disputato la sua ultima gara con la sua nazionale in amichevole il 1º settembre 2001 contro la Francia. Conta 69 presenze e 34 reti con La Roja.
Ha partecipato ai Giochi olimpici di Sydney 2000, risultando capocannoniere del torneo con 6 reti: è stato il primo e finora unico cileno a riuscirci.

### Dopo il ritiro
Terminata la carriera da calciatore, ha intrapreso quella di procuratore sportivo in società con Hugo Rubio; tra i giocatori sotto la sua procura vi sono stati Mark González, Nicolás Córdova, Reinaldo Navia, Héctor Tapia e Claudio Maldonado.
Nel giugno del 2021 è opinionista su Como TV delle qualificazioni CONMEBOL al campionato del mondo 2022. Per la fase finale del summenzionato mondiale, è telecronista per la televisione messicana.
Nel corso degli anni si occupa anche dell'Inter Academy cilena.

## Statistiche
Tra club, nazionale maggiore e nazionale Olimpica, Zamorano ha giocato 710 partite segnando 354 reti, alla media di 0,50 gol a partita.

### Presenze e reti nei club
Statistiche aggiornate al termine della carriera da calciatore.
| Stagione           | Squadra            | Campionato         | Campionato | Campionato | Coppe nazionali | Coppe nazionali | Coppe nazionali | Coppe continentali | Coppe continentali | Coppe continentali | Altre coppe | Altre coppe | Altre coppe | Totale | Totale |
| Stagione           | Squadra            | Comp               | Pres       | Reti       | Comp            | Pres            | Reti            | Comp               | Pres               | Reti               | Comp        | Pres        | Reti        | Pres   | Reti   |
| ------------------ | ------------------ | ------------------ | ---------- | ---------- | --------------- | --------------- | --------------- | ------------------ | ------------------ | ------------------ | ----------- | ----------- | ----------- | ------ | ------ |
| 1985               | Cobresal           | PD                 | 2          | 0          | CC              | -               | -               | -                  | -                  | -                  | -           | -           | -           | 2      | 0      |
| 1986               | Cobresal           | PD                 | -          | -          | CC              | 3               | 1               | -                  | -                  | -                  | -           | -           | -           | 3      | 1      |
| 1986               | Trasandino         | SD                 | 29         | 27         | CC              | -               | -               | -                  | -                  | -                  | -           | -           | -           | 29     | 27     |
| 1987               | Cobresal           | PD                 | 26         | 9          | CC              | 17              | 13              | -                  | -                  | -                  | -           | -           | -           | 43     | 22     |
| 1988               | Cobresal           | PD                 | -          | -          | CC              | 14              | 14              | -                  | -                  | -                  | -           | -           | -           | 14     | 14     |
| Totale Cobresal    | Totale Cobresal    | Totale Cobresal    | 28         | 9          |                 | 31              | 28              |                    | -                  | -                  |             | -           | -           | 59     | 37     |
| 1988-1989          | San Gallo          | LNA                | 17         | 10         | CS              | 1               | 0               | -                  | -                  | -                  | -           | -           | -           | 18     | 10     |
| 1989-1990          | San Gallo          | LNA                | 33         | 23         | CS              | 4               | 3               | -                  | -                  | -                  | -           | -           | -           | 37     | 26     |
| lug.-ott. 1990     | San Gallo          | LNA                | 6          | 1          | CS              | -               | -               | -                  | -                  | -                  | -           | -           | -           | 6      | 1      |
| Totale St. Gallen  | Totale St. Gallen  | Totale St. Gallen  | 56         | 34         |                 | 5               | 3               |                    | -                  | -                  |             | -           | -           | 61     | 37     |
| 1990-1991          | Siviglia           | PD                 | 29         | 9          | CR              | 3               | 1               | CU                 | 0                  | 0                  | -           | -           | -           | 32     | 10     |
| 1991-1992          | Siviglia           | PD                 | 30         | 12         | CR              | 4               | 1               | -                  | -                  | -                  | -           | -           | -           | 34     | 13     |
| Totale Siviglia    | Totale Siviglia    | Totale Siviglia    | 59         | 21         |                 | 7               | 2               |                    | 0                  | 0                  |             | -           | -           | 66     | 23     |
| 1992-1993          | Real Madrid        | PD                 | 34         | 26         | CR              | 4               | 6               | CU                 | 7                  | 5                  | -           | -           | -           | 45     | 37     |
| 1993-1994          | Real Madrid        | PD                 | 36         | 11         | CR              | 4               | 2               | CdC                | 4                  | 2                  | SS+CIbr     | 2+1         | 2+0         | 47     | 17     |
| 1994-1995          | Real Madrid        | PD                 | 38         | 28         | CR              | 1               | 0               | CU                 | 5                  | 3                  | -           | -           | -           | 44     | 31     |
| 1995-1996          | Real Madrid        | PD                 | 29         | 12         | CR              | 2               | 0               | UCL                | 5                  | 4                  | SS          | 2           | 0           | 38     | 16     |
| Totale Real Madrid | Totale Real Madrid | Totale Real Madrid | 137        | 77         |                 | 11              | 8               |                    | 21                 | 14                 |             | 5           | 2           | 174    | 101    |
| 1996-1997          | Inter              | A                  | 31         | 7          | CI              | 6               | 4               | CU                 | 10                 | 2                  | -           | -           | -           | 47     | 13     |
| 1997-1998          | Inter              | A                  | 13         | 1          | CI              | 2               | 0               | CU                 | 5                  | 2                  | -           | -           | -           | 20     | 3      |
| 1998-1999          | Inter              | A                  | 25         | 9          | CI              | 3               | 2               | UCL                | 10                 | 3                  | -           | -           | -           | 38     | 14     |
| 1999-2000          | Inter              | A                  | 30+1       | 7+1        | CI              | 5               | 1               | -                  | -                  | -                  | -           | -           | -           | 36     | 9      |
| 2000-2001          | Inter              | A                  | 2          | 1          | CI              | 2               | 0               | UCL+CU             | 2+2                | 0                  | -           | -           | -           | 8      | 1      |
| Totale Inter       | Totale Inter       | Totale Inter       | 101+1      | 25+1       |                 | 18              | 7               |                    | 29                 | 7                  |             | -           | -           | 149    | 40     |
| 2001               | América            | PD                 | 17         | 11         | -               | -               | -               | -                  | -                  | -                  | -           | -           | -           | 17     | 11     |
| 2001-2002          | América            | PD                 | 35         | 18         | CM              | 9               | 5               | CL                 | 6                  | 0                  | -           | -           | -           | 50     | 23     |
| 2002               | América            | PD                 | 11         | 4          | -               | -               | -               | -                  | -                  | -                  | -           | -           | -           | 11     | 4      |
| Totale América     | Totale América     | Totale América     | 63         | 33         |                 | 9               | 5               |                    | 6                  | 0                  |             | -           | -           | 78     | 38     |
| 2003               | Colo-Colo          | PD                 | 14         | 8          | -               | -               | -               | CL                 | 4                  | 0                  | -           | -           | -           | 18     | 8      |
| Totale carriera    | Totale carriera    | Totale carriera    | 487+1      | 234+1      |                 | 81              | 53              |                    | 60                 | 21                 |             | 5           | 2           | 634    | 311    |

### Cronologia presenze e reti in nazionale
| Cronologia completa delle presenze e delle reti in nazionale ― Cile | Cronologia completa delle presenze e delle reti in nazionale ― Cile | Cronologia completa delle presenze e delle reti in nazionale ― Cile | Cronologia completa delle presenze e delle reti in nazionale ― Cile | Cronologia completa delle presenze e delle reti in nazionale ― Cile | Cronologia completa delle presenze e delle reti in nazionale ― Cile | Cronologia completa delle presenze e delle reti in nazionale ― Cile | Cronologia completa delle presenze e delle reti in nazionale ― Cile |
| Data                                                                | Città                                                               | In casa                                                             | Risultato                                                           | Ospiti                                                              | Competizione                                                        | Reti                                                                | Note                                                                |
| ------------------------------------------------------------------- | ------------------------------------------------------------------- | ------------------------------------------------------------------- | ------------------------------------------------------------------- | ------------------------------------------------------------------- | ------------------------------------------------------------------- | ------------------------------------------------------------------- | ------------------------------------------------------------------- |
| 19-6-1987                                                           | Lima                                                                | Perù                                                                | 1 – 3                                                               | Cile                                                                | Amichevole                                                          | 1                                                                   | 70’                                                                 |
| 21-6-1987                                                           | Lima                                                                | Perù                                                                | 0 – 2                                                               | Cile                                                                | Amichevole                                                          | -                                                                   |                                                                     |
| 24-6-1987                                                           | Santiago del Cile                                                   | Cile                                                                | 1 – 0                                                               | Perù                                                                | Amichevole                                                          | -                                                                   | 66’                                                                 |
| 3-7-1987                                                            | Córdoba                                                             | Brasile                                                             | 0 – 4                                                               | Cile                                                                | Coppa America 1987 - 1º turno                                       | -                                                                   | 81’                                                                 |
| 9-12-1987                                                           | Uberlândia                                                          | Brasile                                                             | 2 – 1                                                               | Cile                                                                | Amichevole                                                          | -                                                                   | 76’                                                                 |
| 23-5-1988                                                           | Toronto                                                             | Cile                                                                | 0 – 1                                                               | Grecia                                                              | Matthews Cup - 1º turno                                             | -                                                                   |                                                                     |
| 25-5-1988                                                           | Toronto                                                             | Canada                                                              | 1 – 0                                                               | Cile                                                                | Matthews Cup - 1º turno                                             | -                                                                   |                                                                     |
| 1-6-1988                                                            | Stockton                                                            | Stati Uniti                                                         | 1 – 1                                                               | Cile                                                                | Amichevole                                                          | -                                                                   | 46’                                                                 |
| 3-6-1988                                                            | San Diego                                                           | Stati Uniti                                                         | 1 – 3                                                               | Cile                                                                | Amichevole                                                          | -                                                                   | Ingresso                                                            |
| 5-6-1988                                                            | Fresno                                                              | Stati Uniti                                                         | 0 – 3                                                               | Cile                                                                | Amichevole                                                          | -                                                                   | Ingresso                                                            |
| 6-8-1989                                                            | Caracas                                                             | Venezuela                                                           | 1 – 3                                                               | Cile                                                                | Qual. Mondiali 1990                                                 | 1                                                                   | 60’                                                                 |
| 13-8-1989                                                           | Santiago del Cile                                                   | Cile                                                                | 1 – 1                                                               | Brasile                                                             | Qual. Mondiali 1990                                                 | -                                                                   | 87’                                                                 |
| 26-6-1991                                                           | Montevideo                                                          | Uruguay                                                             | 2 – 1                                                               | Cile                                                                | Amichevole                                                          | -                                                                   | 46’                                                                 |
| 30-6-1991                                                           | Santiago del Cile                                                   | Cile                                                                | 3 – 1                                                               | Ecuador                                                             | Amichevole                                                          | 1                                                                   |                                                                     |
| 6-7-1991                                                            | Santiago del Cile                                                   | Cile                                                                | 2 – 0                                                               | Venezuela                                                           | Coppa America 1991 - 1º turno                                       | 1                                                                   |                                                                     |
| 8-7-1991                                                            | Concepción                                                          | Cile                                                                | 4 – 2                                                               | Perù                                                                | Coppa America 1991 - 1º turno                                       | 2                                                                   |                                                                     |
| 10-7-1991                                                           | Santiago del Cile                                                   | Argentina                                                           | 1 – 0                                                               | Cile                                                                | Coppa America 1991 - 1º turno                                       | -                                                                   |                                                                     |
| 14-7-1991                                                           | Santiago del Cile                                                   | Cile                                                                | 4 – 0                                                               | Paraguay                                                            | Coppa America 1991 - 1º turno                                       | 1                                                                   |                                                                     |
| 17-7-1991                                                           | Santiago del Cile                                                   | Cile                                                                | 1 – 1                                                               | Colombia                                                            | Coppa America 1991 - Girone finale                                  | 1                                                                   |                                                                     |
| 19-7-1991                                                           | Santiago del Cile                                                   | Argentina                                                           | 0 – 0                                                               | Cile                                                                | Coppa America 1991 - Girone finale                                  | -                                                                   |                                                                     |
| 21-7-1991                                                           | Santiago del Cile                                                   | Brasile                                                             | 2 – 0                                                               | Cile                                                                | Coppa America 1991 - Girone finale                                  | -                                                                   |                                                                     |
| 24-6-1993                                                           | Cuenca                                                              | Perù                                                                | 1 – 0                                                               | Cile                                                                | Coppa America 1993 - 1º turno                                       | -                                                                   |                                                                     |
| 22-3-1994                                                           | Lione                                                               | Francia                                                             | 3 – 1                                                               | Cile                                                                | Amichevole                                                          | 1                                                                   |                                                                     |
| 25-5-1994                                                           | Santiago del Cile                                                   | Cile                                                                | 2 – 1                                                               | Perù                                                                | Amichevole                                                          | 1                                                                   |                                                                     |
| 29-3-1995                                                           | Los Angeles                                                         | Messico                                                             | 1 – 2                                                               | Cile                                                                | Amichevole                                                          | 1                                                                   | 79’                                                                 |
| 23-4-1996                                                           | Antofagasta                                                         | Cile                                                                | 3 – 0                                                               | Australia                                                           | Amichevole                                                          | 2                                                                   | 85’                                                                 |
| 26-5-1996                                                           | Santiago del Cile                                                   | Cile                                                                | 2 – 0                                                               | Bolivia                                                             | Amichevole                                                          | -                                                                   | 46’                                                                 |
| 2-6-1996                                                            | Barinas                                                             | Cile                                                                | 1 – 1                                                               | Venezuela                                                           | Qual. Mondiali 1998                                                 | -                                                                   |                                                                     |
| 6-7-1996                                                            | Santiago del Cile                                                   | Cile                                                                | 4 – 1                                                               | Ecuador                                                             | Qual. Mondiali 1998                                                 | 2                                                                   | 41’                                                                 |
| 25-8-1996                                                           | Liberia                                                             | Costa Rica                                                          | 1 – 1                                                               | Cile                                                                | Amichevole                                                          | -                                                                   | Ingresso                                                            |
| 1-9-1996                                                            | Barranquilla                                                        | Colombia                                                            | 4 – 1                                                               | Cile                                                                | Qual. Mondiali 1998                                                 | 1                                                                   |                                                                     |
| 9-10-1996                                                           | Asunción                                                            | Paraguay                                                            | 2 – 1                                                               | Cile                                                                | Qual. Mondiali 1998                                                 | -                                                                   | 68’                                                                 |
| 15-12-1996                                                          | Buenos Aires                                                        | Argentina                                                           | 1 – 1                                                               | Cile                                                                | Qual. Mondiali 1998                                                 | -                                                                   | 71’ 73’                                                             |
| 12-1-1997                                                           | Lima                                                                | Perù                                                                | 2 – 1                                                               | Cile                                                                | Qual. Mondiali 1998                                                 | 1                                                                   |                                                                     |
| 12-2-1997                                                           | La Paz                                                              | Bolivia                                                             | 1 – 1                                                               | Cile                                                                | Qual. Mondiali 1998                                                 | -                                                                   | 87’                                                                 |
| 29-4-1997                                                           | Santiago del Cile                                                   | Cile                                                                | 6 – 0                                                               | Venezuela                                                           | Qual. Mondiali 1998                                                 | 5                                                                   | 12’                                                                 |
| 5-7-1997                                                            | Santiago del Cile                                                   | Cile                                                                | 4 – 1                                                               | Colombia                                                            | Qual. Mondiali 1998                                                 | 1                                                                   |                                                                     |
| 20-7-1997                                                           | Santiago del Cile                                                   | Cile                                                                | 2 – 1                                                               | Paraguay                                                            | Qual. Mondiali 1998                                                 | 2                                                                   |                                                                     |
| 19-5-1998                                                           | Mendoza                                                             | Argentina                                                           | 1 – 0                                                               | Cile                                                                | Amichevole                                                          | -                                                                   | 62’                                                                 |
| 24-5-1998                                                           | Santiago del Cile                                                   | Cile                                                                | 2 – 2                                                               | Uruguay                                                             | Amichevole                                                          | 1                                                                   |                                                                     |
| 31-5-1998                                                           | Montélimar                                                          | Cile                                                                | 3 – 2                                                               | Tunisia                                                             | Amichevole                                                          | 1                                                                   | 77’                                                                 |
| 4-6-1998                                                            | Avignone                                                            | Marocco                                                             | 1 – 1                                                               | Cile                                                                | Amichevole                                                          | -                                                                   | 64’                                                                 |
| 11-6-1998                                                           | Bordeaux                                                            | Italia                                                              | 2 – 2                                                               | Cile                                                                | Mondiali 1998 - 1º turno                                            | -                                                                   |                                                                     |
| 17-6-1998                                                           | Saint-Étienne                                                       | Cile                                                                | 1 – 1                                                               | Austria                                                             | Mondiali 1998 - 1º turno                                            | -                                                                   | 74’                                                                 |
| 23-6-1998                                                           | Nantes                                                              | Cile                                                                | 1 – 1                                                               | Camerun                                                             | Mondiali 1998 - 1º turno                                            | -                                                                   |                                                                     |
| 27-6-1998                                                           | Parigi                                                              | Brasile                                                             | 4 – 1                                                               | Cile                                                                | Mondiali 1998 - Ottavi di finale                                    | -                                                                   |                                                                     |
| 20-6-1999                                                           | Santiago del Cile                                                   | Cile                                                                | 1 – 0                                                               | Bolivia                                                             | Amichevole                                                          | -                                                                   | 63’                                                                 |
| 23-6-1999                                                           | Santiago del Cile                                                   | Cile                                                                | 0 – 0                                                               | Ecuador                                                             | Amichevole                                                          | -                                                                   | 46’                                                                 |
| 30-6-1999                                                           | Ciudad del Este                                                     | Cile                                                                | 0 – 1                                                               | Messico                                                             | Coppa America 1999 - 1º turno                                       | -                                                                   |                                                                     |
| 3-7-1999                                                            | Ciudad del Este                                                     | Cile                                                                | 3 – 0                                                               | Venezuela                                                           | Coppa America 1999 - 1º turno                                       | 1                                                                   | 75’                                                                 |
| 6-7-1999                                                            | Ciudad del Este                                                     | Brasile                                                             | 1 – 0                                                               | Cile                                                                | Coppa America 1999 - 1º turno                                       | -                                                                   | 33’ 46’                                                             |
| 11-7-1999                                                           | Luque                                                               | Cile                                                                | 3 – 2                                                               | Colombia                                                            | Coppa America 1999 - Quarti di finale                               | 1                                                                   |                                                                     |
| 13-7-1999                                                           | Asunción                                                            | Uruguay                                                             | 1 – 1 (5 – 3 dtr)                                                   | Cile                                                                | Coppa America 1999 - Semifinale                                     | 1                                                                   | 74’ 89’                                                             |
| 17-7-1999                                                           | Asunción                                                            | Cile                                                                | 1 – 2                                                               | Messico                                                             | Coppa America 1999 - Finale 3º posto                                | -                                                                   |                                                                     |
| 29-3-2000                                                           | Buenos Aires                                                        | Argentina                                                           | 4 – 1                                                               | Cile                                                                | Qual. Mondiali 2002                                                 | -                                                                   |                                                                     |
| 26-4-2000                                                           | Santiago del Cile                                                   | Cile                                                                | 1 – 1                                                               | Perù                                                                | Qual. Mondiali 2002                                                 | -                                                                   |                                                                     |
| 3-6-2000                                                            | Montevideo                                                          | Uruguay                                                             | 2 – 1                                                               | Cile                                                                | Qual. Mondiali 2002                                                 | 1                                                                   |                                                                     |
| 29-6-2000                                                           | Santiago del Cile                                                   | Cile                                                                | 3 – 1                                                               | Paraguay                                                            | Qual. Mondiali 2002                                                 | 1                                                                   |                                                                     |
| 19-7-2000                                                           | La Paz                                                              | Bolivia                                                             | 1 – 0                                                               | Cile                                                                | Qual. Mondiali 2002                                                 | -                                                                   | 83’                                                                 |
| 25-7-2000                                                           | San Cristóbal                                                       | Venezuela                                                           | 0 – 2                                                               | Cile                                                                | Qual. Mondiali 2002                                                 | 1                                                                   |                                                                     |
| 15-8-2000                                                           | Santiago del Cile                                                   | Cile                                                                | 3 – 0                                                               | Brasile                                                             | Qual. Mondiali 2002                                                 | 1                                                                   | 86’                                                                 |
| 2-9-2000                                                            | Santiago del Cile                                                   | Cile                                                                | 0 – 1                                                               | Colombia                                                            | Qual. Mondiali 2002                                                 | -                                                                   |                                                                     |
| 8-10-2000                                                           | Quito                                                               | Ecuador                                                             | 1 – 0                                                               | Cile                                                                | Qual. Mondiali 2002                                                 | -                                                                   |                                                                     |
| 15-11-2000                                                          | Santiago del Cile                                                   | Cile                                                                | 0 – 2                                                               | Argentina                                                           | Qual. Mondiali 2002                                                 | -                                                                   |                                                                     |
| 21-3-2001                                                           | San Pedro Sula                                                      | Honduras                                                            | 3 – 1                                                               | Cile                                                                | Amichevole                                                          | -                                                                   |                                                                     |
| 27-3-2001                                                           | Lima                                                                | Perù                                                                | 3 – 1                                                               | Cile                                                                | Qual. Mondiali 2002                                                 | -                                                                   |                                                                     |
| 11-4-2001                                                           | Monterrey                                                           | Messico                                                             | 1 – 0                                                               | Cile                                                                | Amichevole                                                          | -                                                                   | 65’                                                                 |
| 24-4-2001                                                           | Santiago del Cile                                                   | Cile                                                                | 0 – 1                                                               | Uruguay                                                             | Qual. Mondiali 2002                                                 | -                                                                   | 24’                                                                 |
| 1-9-2001                                                            | Santiago del Cile                                                   | Cile                                                                | 2 – 1                                                               | Francia                                                             | Amichevole                                                          | -                                                                   | 87’                                                                 |
| Totale                                                              |                                                                     | Presenze (15º posto)                                                | 69                                                                  |                                                                     | Reti (4º posto)                                                     | 34                                                                  |                                                                     |

## Palmarès

### Club

#### Competizioni nazionali
- Coppa del Cile: 1

Cobresal: 1987
- Coppa di Spagna: 1

Real Madrid: 1992-1993
- Supercoppa di Spagna: 1

Real Madrid: 1993
- Campionato spagnolo: 1

Real Madrid: 1994-1995
- Torneo Clausura di Messico: 1

América: 2002

#### Competizioni internazionali
- Coppa Iberoamericana: 1

Real Madrid: 1994
- Coppa UEFA: 1

Inter: 1997-1998

### Nazionale
- Bronzo olimpico: 1

Sydney 2000

### Individuale
- Calciatore cileno dell'anno: 1

1990
- Miglior calciatore straniero del campionato svizzero: 1

1990
- Trofeo EFE: 2

1992-1993, 1994-1995
- Pichichi del campionato spagnolo: 1

1994-1995
- ESM team of the year: 1

1994-1995
- Miglior calciatore straniero del campionato spagnolo: 1

1995
- Capocannoniere dei Giochi olimpici: 1

Sydney 2000 (6 gol)
- Inserito nel FIFA 100

2004
- Inserito nella lista dei 250 giocatori più forti di sempre della rivista The Football History Boys